# 平图里乔
平图里乔（Pinturicchio， 義大利語：[pintuˈrikkjo] ;1454 – 1513），是意大利文艺复兴时期画家。由于身材矮小而得到这个绰号（意思是“小画家”）。 

## 作品
- 布法利尼小堂 (1484–1486), 湿壁画, 罗马天坛圣母堂

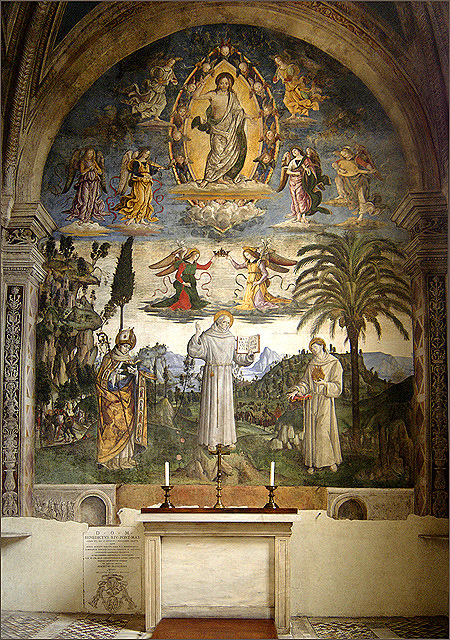
圣伯尔纳定、路易和安多尼，罗马天坛圣母堂的布法利尼小堂
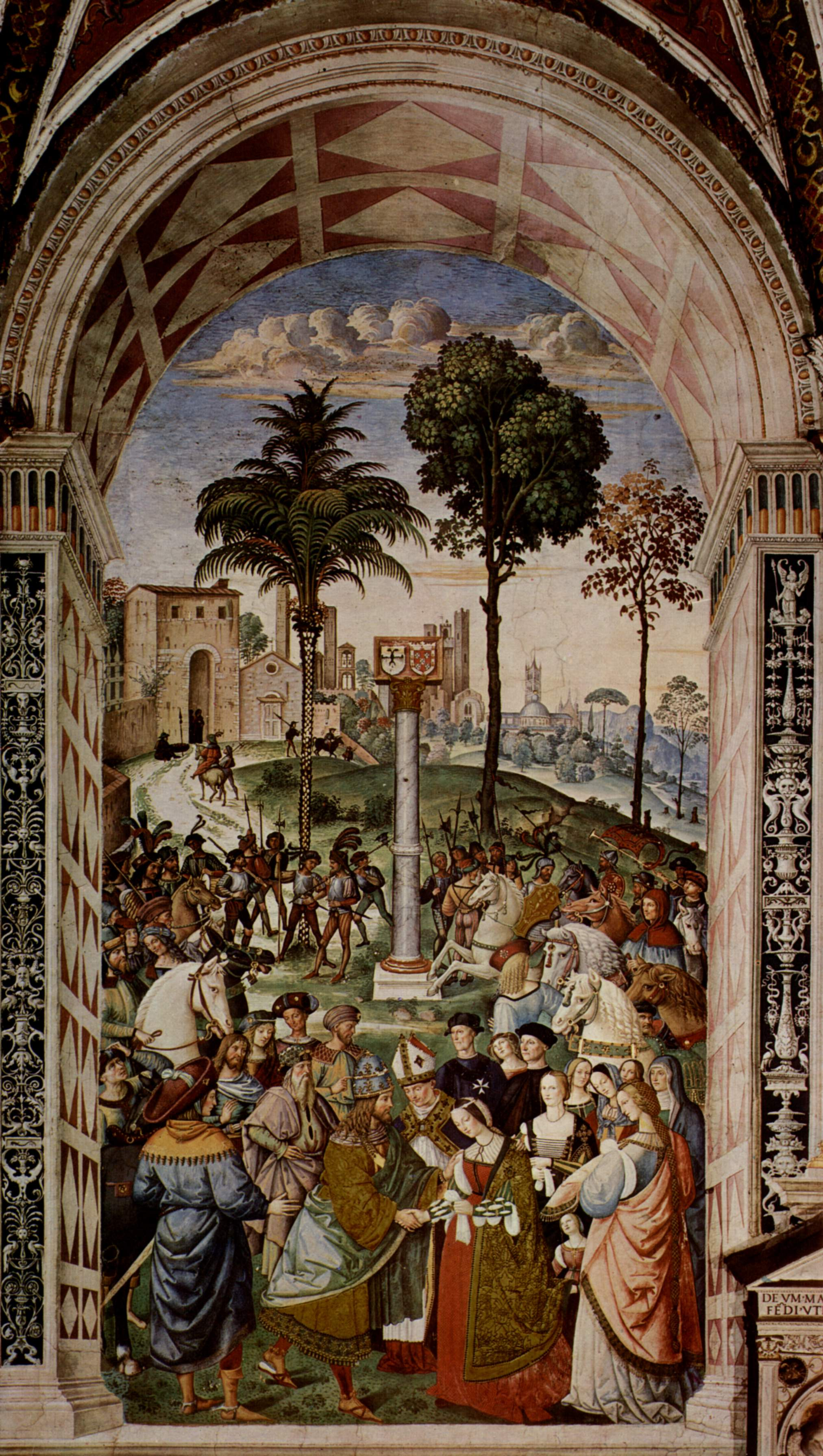
锡耶纳主教座堂湿壁画 庇护二世
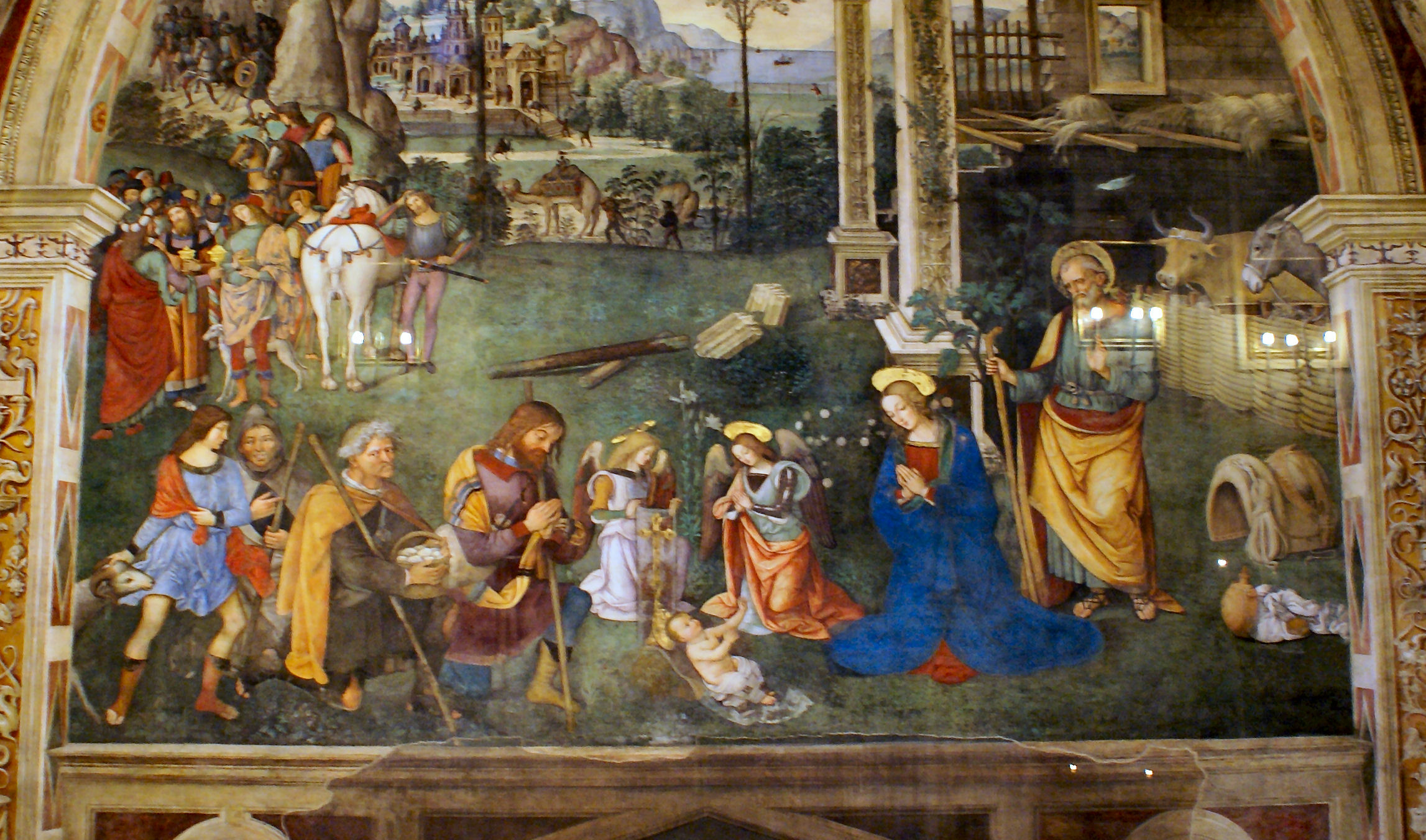
耶稣降生，斯佩洛圣母堂
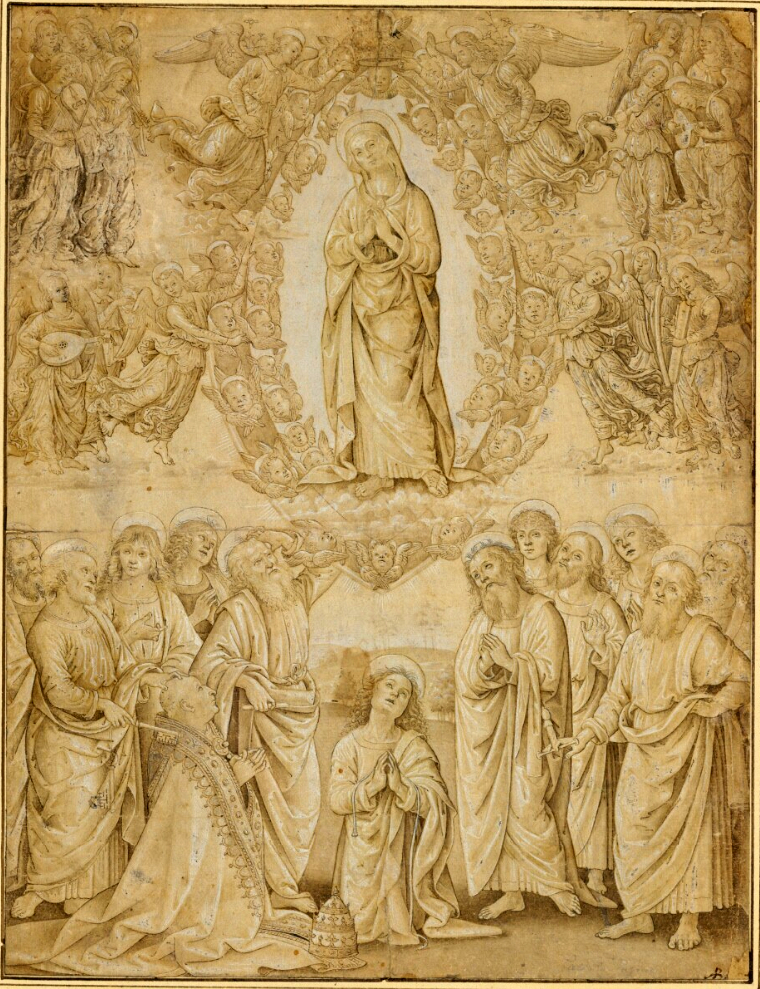
圣母升天 (1481), 西斯汀小堂湿壁画，已消失为米开朗基罗的《最后的审判》腾出空间
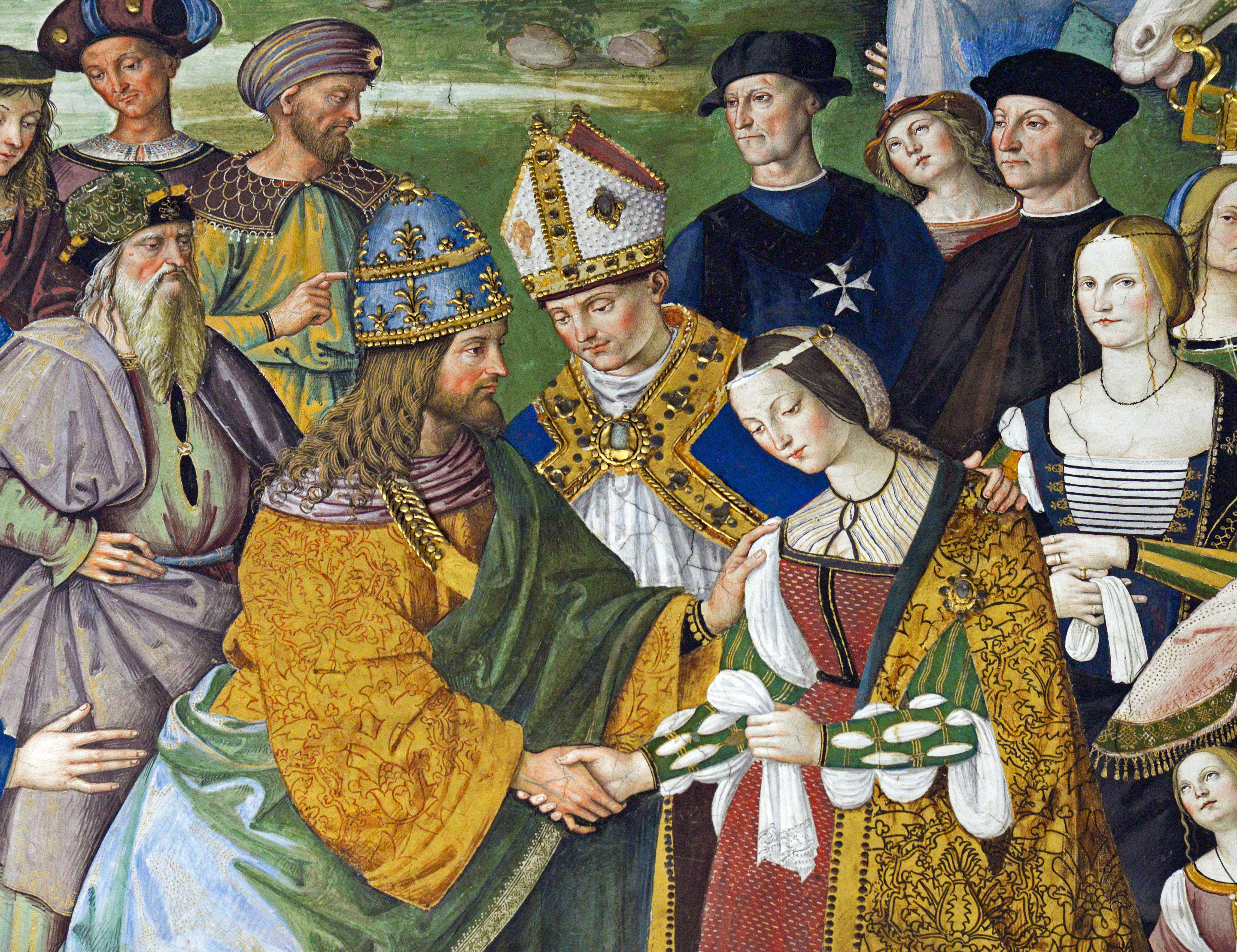